# Seleção Sul-Sudanesa de Basquetebol Masculino
A Seleção Sul-Sudanesa de Basquetebol Masculino é a representante do Sudão do Sul em torneios de basquetebol da FIBA. Foi estabelecida em maio de 2011, após a independência do Sudão do Sul, e se afiliou à FIBA em dezembro de 2013. Eles são apelidados de Bright Stars, que significa Estrelas Brilhantes.
É a seleção nacional de basquetebol mais jovem da FIBA. O Sudão do Sul estreou no AfroBasket em 2021 e se classificou através das qualificatórias para a Copa do Mundo de 2023, e, por meio dessa competição, se classificou para os Jogos Olímpicos de Verão de 2024 por ter sido a melhor campanha da África.

## História
A seleção masculina de Sudão do Sul disputou sua primeira partida, ainda de maneira não oficial, em Juba, capital do país, contra o campeão nacional de Uganda, o Power, em 13 de julho de 2011. A equipe adversária venceu a partida pelo placar de 86–84.
Em 2016, a equipe participou de um torneio de exibição chamado Indigenous Basketball Competition na cidade de Vancouver, no Canadá.
Em 9 de janeiro de 2016, foi anunciado pela Federação de Basquete do Sudão do Sul que o estadunidense Jerry Steele foi contratado como novo treinador da seleção masculina, visando se qualificar para a AfroBasket de 2017. Por meio do acordo, Steele estaria sob contrato até o encerramento do ciclo olímpico em 2020.
Nas eliminatórias do Afrobasket de 2017, a equipe foi sorteada no Grupo A da Zona 5, com Egito, Quênia e Ruanda. O Sudão do Sul disputou sua primeira partida internacional oficial em 12 de março de 2017, contra o Egito no Cairo, capital do país adversário, sendo derrotado por 87–76. Dois dias depois, obteve sua primeira vitória contra o Quênia por 68–66. No entanto, a seleção terminou em 5º lugar da zona, com isso, não conseguiu se qualificar para a competição continental.
Em 3 de outubro de 2017, a Federação de Basquete do Sudão do Sul demitiu o treinador Jerry Steele. Em 7 de novembro, o estadunidense Scott Catt foi anunciado como novo técnico da seleção. Madut Bol, filho do ex-basquetebolista Manute Bol, também foi nomeado como assistente.
Em novembro de 2020, o ex-All-Star da NBA Luol Deng se tornou o presidente da Federação de Basquete do Sudão do Sul. Ele também treinou a equipe por um breve período. Em setembro de 2021, Royal Ivey, então assistente do Brooklyn Nets, se tornou treinador da seleção. No Afrobasket de 2021, o Sudão do Sul fez sua estreia na competição e conseguiu chegar até às quartas de final, sendo eliminado para a atual campeã Tunísia.
Na fase de qualificação para a Copa do Mundo de 2023, os Bright Stars tiveram uma primeira fase impressionante com vitórias em todas as seis partidas, derrotando a bicampeã africana Tunísia duas vezes. Na segunda fase, tiveram outra sequência impecável, com cinco vitórias e uma derrota, e se classificaram pela primeira vez para a Copa do Mundo de 2023, com apenas onze anos de existência da seleção nacional.

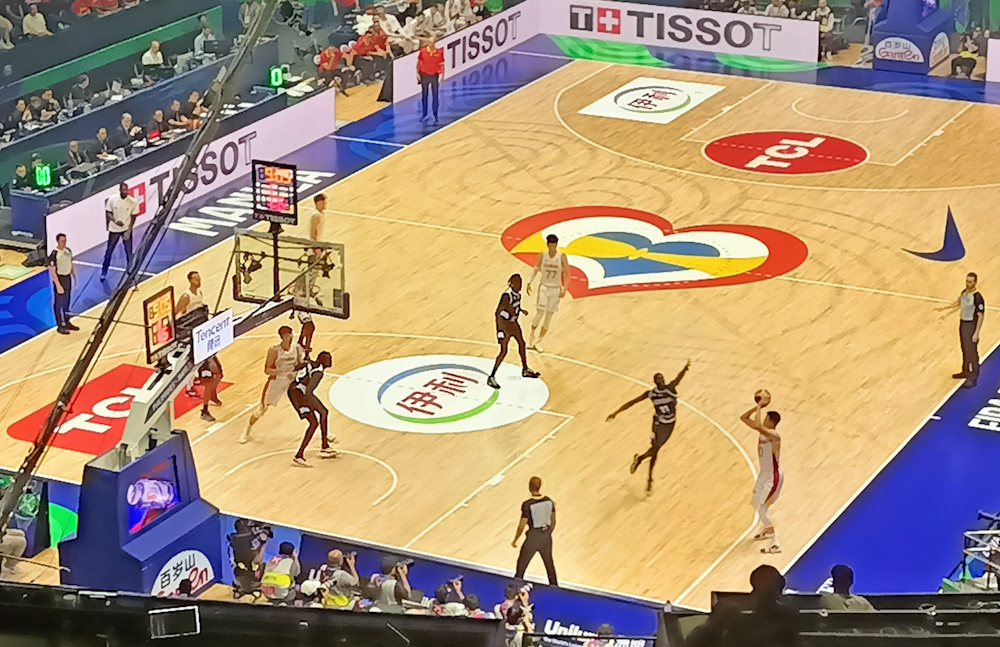
Sudão do Sul (preto) e China (branco) na Copa do Mundo de 2023.

Em 28 de agosto de 2023, o Sudão do Sul conquistou sua primeira vitória em Copas do Mundo com uma vitória de 89–69 sobre a China na Cidade Quezon, nas Filipinas. Ademais, a seleção se qualificou pela primeira vez para os Jogos Olímpicos de Verão de 2024 ao terminar como melhor campanha da África na Copa do Mundo.

## Elenco atual
Lista dos jogadores convocados para os Jogos Olímpicos de Verão de 2024.
• Última atualização em 22 de julho de 2024.
| Seleção Masculina de Basquetebol do Sudão do Sul – Lista para os Jogos Olímpicos de Verão de 2024 | Seleção Masculina de Basquetebol do Sudão do Sul – Lista para os Jogos Olímpicos de Verão de 2024 | Seleção Masculina de Basquetebol do Sudão do Sul – Lista para os Jogos Olímpicos de Verão de 2024 | Seleção Masculina de Basquetebol do Sudão do Sul – Lista para os Jogos Olímpicos de Verão de 2024 | Seleção Masculina de Basquetebol do Sudão do Sul – Lista para os Jogos Olímpicos de Verão de 2024 | Seleção Masculina de Basquetebol do Sudão do Sul – Lista para os Jogos Olímpicos de Verão de 2024 | Seleção Masculina de Basquetebol do Sudão do Sul – Lista para os Jogos Olímpicos de Verão de 2024 |
| Número                                                                                            | Nome                                                                                              | Posição                                                                                           | Idade                                                                                             | Altura                                                                                            | Clube                                                                                             |                                                                                                   |
| ------------------------------------------------------------------------------------------------- | ------------------------------------------------------------------------------------------------- | ------------------------------------------------------------------------------------------------- | ------------------------------------------------------------------------------------------------- | ------------------------------------------------------------------------------------------------- | ------------------------------------------------------------------------------------------------- | ------------------------------------------------------------------------------------------------- |
| 4                                                                                                 | Carlik Jones                                                                                      | Armador                                                                                           | 26                                                                                                | 1.83 m                                                                                            | KK Partizan                                                                                       |                                                                                                   |
| 5                                                                                                 | Nuni Omot                                                                                         | Ala-pivô                                                                                          | 29                                                                                                | 2.06 m                                                                                            | Ningbo Rockets                                                                                    |                                                                                                   |
| 6                                                                                                 | Khaman Maluach                                                                                    | Pivô                                                                                              | 17                                                                                                | 2.16 m                                                                                            | Duke Blue Devils                                                                                  |                                                                                                   |
| 7                                                                                                 | Bul Kuol                                                                                          | Ala                                                                                               | 27                                                                                                | 2.04 m                                                                                            | Sydney Kings                                                                                      |                                                                                                   |
| 8                                                                                                 | Kuany Kuany (C)                                                                                   | Ala                                                                                               | 30                                                                                                | 2.01 m                                                                                            | Atleta livre                                                                                      |                                                                                                   |
| 9                                                                                                 | Wenyen Gabriel                                                                                    | Ala-pivô                                                                                          | 27                                                                                                | 2.06 m                                                                                            | Maccabi Tel Aviv                                                                                  |                                                                                                   |
| 10                                                                                                | JT Thor                                                                                           | Ala-pivô                                                                                          | 21                                                                                                | 2.10 m                                                                                            | Charlotte Hornets                                                                                 |                                                                                                   |
| 11                                                                                                | Marial Shayok                                                                                     | Ala-armador                                                                                       | 29                                                                                                | 1.98 m                                                                                            | Shandong Hi-Speed Kirin                                                                           |                                                                                                   |
| 12                                                                                                | Jackson Makoi                                                                                     | Armador                                                                                           | 24                                                                                                | 1.93 m                                                                                            | Cairns Taipans                                                                                    |                                                                                                   |
| 13                                                                                                | Majok Deng                                                                                        | Ala-pivô                                                                                          | 31                                                                                                | 2.05 m                                                                                            | Tasmania JackJumpers                                                                              |                                                                                                   |
| 14                                                                                                | Peter Jok                                                                                         | Ala-armador                                                                                       | 30                                                                                                | 1.98 m                                                                                            | Ottawa BlackJacks                                                                                 |                                                                                                   |
| 15                                                                                                | Sunday Dech                                                                                       | Guarda                                                                                            | 30                                                                                                | 1.96 m                                                                                            | East Perth Eagles                                                                                 |                                                                                                   |

• (C): Capitão.